# Texocotla
Texocotla är en ort i Mexiko.   Den ligger i kommunen Tlaxco och delstaten Tlaxcala, i den sydöstra delen av landet, 120 km öster om huvudstaden Mexico City. Texocotla ligger 2 539 meter över havet och antalet invånare är 157.
Terrängen runt Texocotla är kuperad. Runt Texocotla är det ganska tätbefolkat, med 86 invånare per kvadratkilometer. Närmaste större samhälle är Tlaxco, 16,9 km väster om Texocotla. Omgivningarna runt Texocotla är i huvudsak ett öppet busklandskap.